# CS Alliance 01 Luksemburg
CS Alliance 01 Luksemburg – klub piłkarski, mający swoją siedzibę w mieście Luksemburg, obecnie jest częścią klubu Racing FC Union Luxembourg.

## Historia
Klub powstał w 2001 roku w wyniku fuzji dwóch klubów z południowo-wschodniej dzielnicy Bonnevoie oraz południowo-zachodniej dzielnicy Hollerich miasta Luksemburg: Aris Bonnevoie oraz CS Hollerich. Tak jak obydwa kluby występowali w Éierepromotioun, to nowo utworzony klub CS Alliance 01 rozpoczął sezon również w drugiej lidze. Po zakończeniu sezonu 2003/2004 zespół zajął 1. miejsce i zdobył awans do 1. ligi Luksemburga. W debiutowym sezonie 2004/2005 zajął 7. miejsce w tabeli ligowej, a potem w grupie barażowej A wyprzedził swoich rywali, zajmując końcowe 5. miejsce. Jednak 12 maja 2005 roku została podpisana umowa o fuzji trzech klubów z miasta Luksemburg: Spory Luksemburg, Unionu Luksemburg oraz CS Alliance 01 (po zakończeniu sezonu 2004/05 Alliance utrzymała się w pierwszej lidze, a Spora i Union zaliczyli spadek z ligi) w nowy klub Racing FC Union Luxembourg.

## Sukcesy

### Trofea międzynarodowe
Nie uczestniczył w rozgrywkach europejskich (stan na 31-05-2012).

### Trofea krajowe
| \| \| Zdobyte trofea w rozgrywkach Luksemburga (stan na: 31-05-2012) \| |                                                                |      |            |
| Rozgrywki                                                               | Osiągnięcie                                                    | Razy | Sezon(y)   |
| Mistrzostwo                                                             | I miejsce                                                      | 0    |            |
| Mistrzostwo                                                             | II miejsce                                                     | 0    |            |
| Mistrzostwo                                                             | III miejsce                                                    | 0    |            |
| Mistrzostwo                                                             | 5. miejsce                                                     | 1    | 2005       |
| Puchar                                                                  | zdobywca                                                       | 0    |            |
| Puchar                                                                  | finalista                                                      | 0    |            |
| Puchar                                                                  | 1/16 finalista                                                 | 2    | 2004, 2005 |
| II liga                                                                 | I miejsce                                                      | 1    | 2004       |
| II liga                                                                 | II miejsce                                                     | 0    |            |
| II liga                                                                 | III miejsce                                                    | 0    |            |
| Luksemburg                                                              | Zdobyte trofea w rozgrywkach Luksemburga (stan na: 31-05-2012) |      |            |

## Stadion
Klub rozgrywa swoje mecze domowe na stadionie Camille Polfer w Luksemburgu, który może pomieścić 2,740 widzów.